# Kinesisk and
Kinesisk and (Anas zonorhyncha) är en östasiatisk fågel i familjen änder inom ordningen andfåglar. Den och fläcknäbbad and behandlades tidigare som en och samma art. Fågeln minskar i antal, men beståndet anses ändå vara livskraftigt.

## Utseende och läten
Kinesisk and är en rätt stor (58–63 cm) och mestadels brun simand. Karakteristiskt är ljust huvud med mörk hjässa och ögonstreck, mörkare fjällig kropp och mörk näbb med gul spets och vitt på tertialerna. Jämfört med fläcknäbbad and (som den tidigare behandlades som en del av) är den större, mycket mindre ljus fjällning på undersidan, mindre vitt på tertialerna och lilablå vingspegel istället för grön. Den saknar också en röd fläck vid näbbroten men har istället ett mörkt streck från mungipan till kinden.
Få uppgifter finns om dess läten, varför allt hur de skiljer sig från fläcknäbbsand. De anses likna gräsandens, även om honans kvackande ska vara ljudligare. Repertoaren är också lik stripandens.

## Utbredning
Kinesisk and häckar i nordöstra Asien i sydöstra Ryssland inklusive Sachalin, östra Mongoliet, Korea, Japan och östra Kina. Den är en flyttfågel som övervintrar så långt söderut som södra Kina, möjligen även till Thailand och Kambodja. Sedan början av 1900-talet har arten expanderat med över 50 mil åt norr, möjligen på grund av växthuseffekten, och där kommit i kontakt med gräsanden i sydöstra Ryssland som den i stor omfattning hybridiserar med.

## Systematik
Länge behandlades den tillsammans med fläcknäbbad and som arten Anas poecilorhyncha, men urskiljs numera som egen art på basis av avvikande utseende. De häckar också sympatriskt i Kina.  Den behandlas som monotypisk, det vill säga att den inte delas in i några underarter.

## Levnadssätt
Fågeln förekommer i olika typer av våtmarker i rätt öppet landskap, både i inlandet och utmed kusten. Den födosöker mestadels kvällar och nätter på jakt efter vegetabilier, men ibland även vattenlevande insekter. Häckningsperioden varierar efter nederbörd, men inträffar normalt mellan april och juli. Den häckar på marken i vegetation nära vatten och lägger sju till nio ägg.

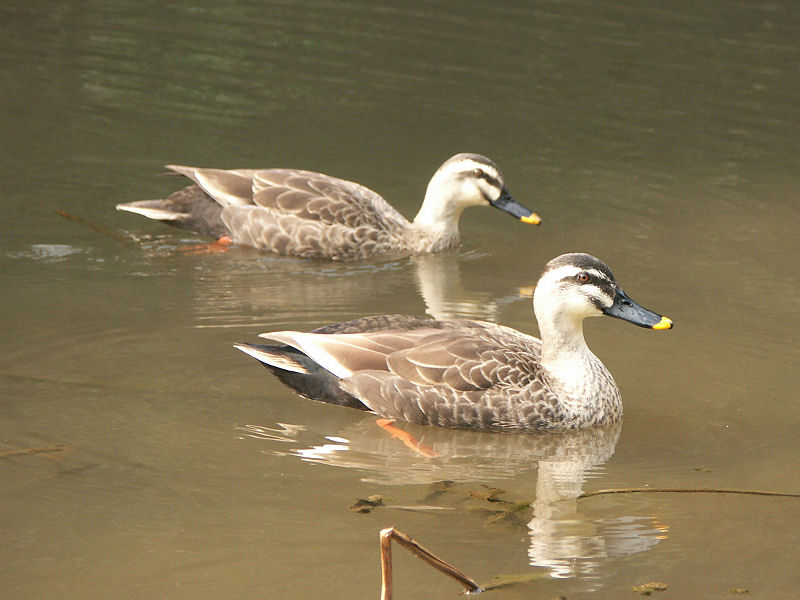
Par av kinesisk and med hanen i förgrunden.

## Status och hot
Arten har ett stort utbredningsområde och en stor population, men tros minska i antal, dock inte tillräckligt kraftigt för att den ska betraktas som hotad. Internationella naturvårdsunionen IUCN kategoriserar därför arten som livskraftig (LC). Världspopulationen uppskattas till mellan 800 000 och 1,6 miljoner individer.

## Taxonomi och namn
Kinesisk beskrevs taxonomiskt av Robert Swinhoe 1866. Det vetenskapliga artnamnet zonorhyncha betyder "bandnäbbad".

## Namn
Tidigare kallades arten kinesisk fläcknäbband på svenska, men justerades 2022 av BirdLife Sveriges taxonomikommitté för att förtydliga att den inte är systerart till indisk fläcknäbband, som också döptes om till fläcknäbbsand (sedermera justerat till fläcknäbbad and.